# Daniel Guérin
Daniel Eugène Edmond Guérin (* 19. Mai 1904 in Paris; † 14. April 1988 in Suresnes, Département Hauts-de-Seine) war ein französischer Anarchist, LGBT-Aktivist und Autor. Bekannt wurde er vor allem durch sein Buch L’Anarchisme (1965), dessen deutsche Ausgabe bis 1988 13 Auflagen erlebte, und eine vierbändige Anthologie zum Anarchismus, Ni Dieu ni Maître (1970).

## Leben und Wirken

### Frühes Leben
Daniel Guérin kam am 19. Mai 1904 im 17. Arrondissement von Paris zur Welt. Er entstammte einer „großbürgerlichen, kapitalistischen“ Familie, zu der er von Kindheit an ein stark ambivalentes Verhältnis hatte. Einerseits lehnte er sich auf gegen die minutiöse Kontrolle, mit der seine Erzieher sein Leben bestimmen wollten; andererseits schätzte er sehr den „dreyfusianischen“ Liberalismus, die irreligiöse Einstellung und die aufgeklärte Kultiviertheit seines Elternhauses.
Guérin besuchte das elitäre Lycée Louis-le-Grand und studierte anschließend am Institut d’études politiques de Paris. Er leistete seinen Wehrdienst und arbeitete im Anschluss auf Vermittlung seines Vaters in einer Buchhandlung.

### Politisches Wirken
Guérin war bereits in jungen Jahren politisch für das anarcho-syndikalistische Magazin La Révolution prolétarienne von Pierre Monatte tätig. 1926 brach er mit seiner Familie und ging für längere Zeit ins Ausland.
Von 1927 bis 1929 lebte er im Libanon, dann von 1929 bis 1930 in Französisch-Indochina, wo er sich zu einem Gegner des Kolonialismus entwickelte. 1932 trat er der Confédération générale du travail (CGT), einer syndikalistischen Gewerkschaft, bei. Mitte der 1930er Jahre war er in Marceau Piverts Organisation Gauche Révolutionnaire („Revolutionäre Linke“), einer Strömung der SFIO, aktiv. Nach seinem Ausschluss aus der SFIO wurde er dann einer der Führer der neuen Parti socialiste ouvrier et paysan (PSOP - „Sozialistische Arbeiter- und Bauernpartei“) und stand für einige Zeit dem Trotzkismus nahe.
Guérin bereiste Deutschland kurz vor und kurz nach der Machtergreifung Hitlers (30. Januar 1933) für jeweils zwei Monate. Aus seinen Beobachtungen und weiteren Studien ging sein 1936 erstmals erschienenes Buch Fascisme et grand capital. Italie/Allemagne hervor.
Genau am 1. September 1939, dem Tag des Beginns des Zweiten Weltkriegs, traf Guérin in Oslo ein, wo er im Auftrag des Front ouvrier international (FOI) tätig wurde. Als im April 1940 die Wehrmacht Norwegen besetzte, wurde er festgenommen und konnte erst Anfang 1942 wieder nach Frankreich zurückkehren.
Von Ende 1946 bis Anfang 1949 hielt Guérin sich in verschiedenen Teilen der Vereinigten Staaten von Amerika auf. Ein Resultat seiner Erfahrungen und Studien dort war das zweibändige Werk Où va le peuple américain ?
Guérin war seit den 1920er Jahren ein freigeistiger und unabhängiger Linker (erst Anarcho-Syndikalist, danach Sozialist (SFIO), dann ein Parteiführer der PSOP, später wieder Anarchist) und blieb es bis an sein Lebensende.

### Homosexualität und LGBT-Atkvisismus
Die „diskrete Homosexualität“ seines Vaters jedoch hatte einen prägenden Einfluss sowohl auf sein eigenes Sexualleben als auch auf sein theoretisches Interesse, wobei die sexuelle Befreiung und ihre Rolle für die soziale Befreiung, radikal als Anarchie konzipiert, stets zentral blieb. Guérin heiratete 1934, bekam 1936 eine Tochter und hatte – um sein politisches Engagement in der libertären Linken nicht zu gefährden – sein coming out als Homosexueller erst Ende der 1960er Jahre.
Er begrüßte die Ereignisse und Folgen des Pariser Mai 1968, die ihm sein Coming-out ermöglichten, und war danach in der Schwulenbewegung aktiv.

### Tod
Er starb am 14. April 1988 im Alter von 83 Jahren in Suresnes bei Paris.

## Schriften (Auswahl)
- Fascisme et grand capital. Italie - Allemagne. Paris: Gallimard 1936
- Anarchismus. Begriff und Praxis. Frankfurt/M.: Suhrkamp 1967 (frz. Orig. 1965); 13. Aufl. 1988, ISBN 3-518-10240-0
- Cuba - Paris. Où va la révolution cubaine? Paris: Le Pouvoir Noir 1968
- Essai sur la révolution sexuelle aprés Reich et Kinsey. Paris: Belfond 1969
- Pour un marxisme libertaire. Paris: Laffont 1969
- Die amerikanische Arbeiterbewegung 1867–1967. Frankfurt/M.: Suhrkamp 1970 (frz. Orig. 1968)
- Ni Dieu ni Maître. Anthologie de L'anarchisme. 4 vols. Paris: Maspero 1970
  - No Gods, No Masters: An Anthology of Anarchism. Aus dem Französischen übersetzt von Paul Sharkey. 2005 (Online-Teilansicht)
- Einführung in die Geschichte des amerikanischen Monopolkapitals. Berlin: Wagenbach 1972, ISBN 3-8031-1037-8
- Anarchismus und Marxismus. Frankfurt/M.: Verlag Freie Gesellschaft 1975, ISBN 3-88215-028-9
- Klassenkampf in Frankreich 1793–1795. Frankfurt/M.: Suhrkamp 1979, ISBN 3-518-07528-4 (frz. Orig. 1946)
- Rosa Luxemburg et la spontanéité révolutionnaire. Paris: Spartacus 1982
- Die braune Pest. Frankfurt/M.: Sendler 1983, ISBN 3-88048-063-8 (frz. Orig. 1969)
- Homosexualité et révolution. Saint-Denis: Le Vent du ch'min 1983
- À la recherche d'un communisme libertaire. Paris: Les Amis de Spartacus 1984, ISBN 2-902963-11-4

Autobiographische Schriften
- Front populaire, révolution manquée. Paris: Maspero 1970 (ca. 1930–1939)
- Autobiographie de jeunesse. D'une dissidence sexuelle au socialisme. Paris: Pierre Belfond 1971 (bis ca. 1930)
- Le feu du sang. Autobiographie politique et charnelle. Paris: Bernard Grasset 1977, ISBN 2-246-00443-8 (ab ca. 1939)